# 懷安多特角
懷安多特角（英語：Wyandot Point），是南極洲的海岬，位於羅斯島北部，處於丁尼生角西南面6公里，以美國海軍的運輸艦命名，現時由南極條約體系管理。